# Come Back Baby
Come Back Baby ist ein Lied und der dritte Titel, den die US-amerikanische Band Dan Reed Network im Januar 1990 aus ihrem im Oktober 1989 erschienenen zweiten Studioalbum Slam als Single auskoppelte.

## Hintergrund
Die Gruppe nahm ihr zweites Studioalbum, Slam, in den Skyline-Studios und den Power Station Studios auf, es wurde von Nile Rodgers produziert. Ihm gelang es, den Live-Sound der Gruppe einzufangen und damit ein authentischeres Dan Reed Network-Album zu schaffen, als es das Debütalbum gewesen war. Das Album schob den Erfolg der Band in Europa an (und erreichte u. a. Platz drei in der Liste Album of the Year des britischen Magazins Kerrang! sowie Platz 66 in den UK-Charts); in den USA waren die Verkäufe nicht so gut. Das Album erreichte nur Platz 160 der Billboard-Charts (11. November 1989) und hielt sich sechs Wochen in den Billboard 200.
Nach den im September 1989 ausgekoppelten Titeln Make It Easy und Tiger In A Dress folgte im Januar 1990 zunächst Come Back Baby. Die Single erschien auf Schallplatte, CD und Cassetten-Single, es wurde jedoch kein Remix veröffentlicht, wie es noch bei den Singles des Debütalbums der Fall war. Stattdessen wurden die Maxisingle-Varianten, sowohl auf Vinyl als auch auf CD, mit dem nicht auf dem Album enthaltenen Titel Come Alive versehen, während die Sieben-Zoll-Single den Titel Burnin’ Love als B-Seite bekam. In Großbritannien erschienen zwei Maxisingles mit identischer Titelliste, darauf befanden sich die Lieder Come Back Baby, Come Alive, und Make it Easy. Der letztgenannte Song war bis dahin nur in den USA als Single veröffentlicht worden. Eine dritte Maxisingle erschien als Picture Disc, die Ausgabe auf Compact Cassette enthielt auf Seite 1 und 2 die gleichen Titel (Come Back Baby und Burnin’ Love).

## Rezeption
Come Back Baby erreichte Platz 51 der britischen Single-Charts. In den USA und Deutschland konnte sich der Titel nicht in den Hitlisten etablieren.